# فيودور أوسبنسكي
فيودور أوسبنسكي (بالروسية: Фёдор Иванович Успенский)‏ مؤرخ سوفيتي مهتم بالتاريخ البيزنطي. تعتبر أعماله من أفضل الدراسات البيزنطية في الإمبراطورية الروسية.
ولد في غاليتش عام 1845. تلقى تعليمه في جامعة سانت بطرسبرغ، تناولت أطروحة الدكتوراه لأوسبنسكي (1879) تأسيس الإمبراطورية البلغارية الثانية، على الرغم من تخصصه في العلاقات البيزنطية البلغارية والتحقيق في التأثير السلافي على الاقتصاد البيزنطي، فقد بحث أوسبنسكي أيضًا بشكل مكثف عن الحروب الصليبية.